# Adam Gosk
Adam Gosk (ur. 1928 w Chylicach, zm. 13 lipca 2016) – polski lekarz, prof. dr hab.

## Życiorys
Studiował na Wydziale Lekarskim Akademii Medycznej we Wrocławiu, w 1964 obronił pracę doktorską Udział nerwów trzewnych w regulacji układu krążenia, w 1966 habilitował się na podstawie pracy zatytułowanej „Rola nerwów trzewnych w rozdziale krwi krążące. W 1992 nadano mu tytuł profesora nadzwyczajnego.
Został zatrudniony na stanowisku profesora i kierownika w Katedrze i Zakładzie Fizjologii na Wydziale Lekarskim Akademii Medycznej im. Piastów Śląskich.
Zmarł 13 lipca 2016.